# ويست غروف (بنسلفانيا)
ويست غروف (بالإنجليزية: West Grove borough, Pennsylvania)‏ هي منطقة سكنية تقع بولاية بنسيلفانيا في الولايات المتحدة. تبلغ مساحتها 1.69 كم2، وترتفع عن سطح البحر 131.064 م، بلغ عدد سكانها 2,854 نسمة في عام 2010 حسب إحصاء مكتب تعداد الولايات المتحدة وتصل الكثافة السكانية فيها 1,688.8 نسمة لكل كيلومتر مربع (4,374.0/ميل2).

## التركيبة السكانية
حدّد مكتب تعداد الولايات المتحدة بيانات التركيبة السكانية لويست غروف في تعداد الولايات المتحدة. في ما يلي، التركيبة السكانية حسب تعدادي 2000 و2010.

### تعداد عام 2000
بلغ عدد سكان ويست غروف 2,652 نسمة بحسب تعداد عام 2000، وبلغ عدد الأسر 864 أسرة وعدد العائلات 679 عائلة مقيمة في المنطقة السكنية. في حين سجلت الكثافة السكانية 1,569.2 نسمة لكل كيلومتر مربع (4,064.2/ميل2). وبلغ عدد الوحدات السكنية 889 وحدة بمتوسط كثافة قدره 526 لكل كيلومتر مربع (1,362.3/ميل2).
وتوزع التركيب العرقي للمنطقة السكنية بنسبة 78.73% من البيض و8.37% من الأمريكيين الأفارقة و0.41% من الأمريكيين الأصليين و9.77% من الأعراق الأخرى و2.71% من عرقين مختلطين أو أكثر و17.01% من الهسبانيون أو اللاتينيون من أي عرق.
بلغ عدد الأسر 864 أسرة كانت نسبة 49.8% منها لديها أطفال تحت سن الثامنة عشر تعيش معهم، وبلغت نسبة الأزواج القاطنين مع بعضهم البعض 59.4% من أصل المجموع الكلي للأسر، ونسبة 14.6% من الأسر كان لديها معيلات من الإناث دون وجود شريك، بينما كانت نسبة 4.6% من الأسر لديها معيلون من الذكور دون وجود شريكة وكانت نسبة 21.4% من غير العائلات. تألفت نسبة 16.7% من أصل جميع الأسر من عدة أفراد يعيشون في نفس المنزل ونسبة 6.7% كانت تتألف من شخص يعيش بمفرده يبلغ من العمر 65 عاماً أو أكثر. وبلغ متوسط حجم الأسرة المعيشية 3.05، أما متوسط حجم العائلات فبلغ 3.39.
بلغ العمر الوسطي للسكان 32.1 عاماً. وكانت نسبة 31.1% من القاطنين تحت سن الثامنة عشر، وكانت نسبة 9.1% بين الثامنة عشر والرابعة والعشرين عاماً، ونسبة 35.5% كانت واقعةً في الفئة العمرية ما بين الخامسة والعشرين والرابعة والأربعين عاماً، ونسبة 15.7% كانت ما بين الخامسة والأربعين والرابعة والستين، ونسبة 8% كانت ضمن فئة الخامسة والستين عاماً فما فوق. يوجد لكل 100 أنثى 96.1 ذكر، ويوجد لكل 100 أنثى في الثامنة عشر من عمرها فما فوق 94.1 ذكر.
بلغ متوسط دخل الأسرة في المنطقة السكنية 56,875 دولارًا، أما متوسط دخل العائلة فبلغ 60,274 دولارًا. وكان متوسط دخل الذكور 43,657 دولارًا مقابل 30,144 دولارًا للإناث. وسجل دخل الفرد الخاص بالمنطقة السكنية 19,967 دولارًا. وكانت نسبة 4.7% من العائلات ونسبة 8.3% من السكان تحت خط الفقر، وكان من هؤلاء نسبة 5.5% تحت سن الثامنة عشر ونسبة 11.1% في الخامسة والستين من العمر وما فوق.

### تعداد عام 2010
بلغ عدد سكان ويست غروف 2,854 نسمة بحسب تعداد عام 2010، وبلغ عدد الأسر 898 أسرة وعدد العائلات 696 عائلة مقيمة في المنطقة السكنية. في حين سجلت الكثافة السكانية 1,688.8 نسمة لكل كيلومتر مربع (4,374.0/ميل2). وبلغ عدد الوحدات السكنية 938 وحدة بمتوسط كثافة قدره 555 لكل كيلومتر مربع (1,437.4/ميل2).
وتوزع التركيب العرقي للمنطقة السكنية بنسبة 75.51% من البيض و6.03% من الأمريكيين الأفارقة و0.84% من الأمريكيين الأصليين و0.81% من الأمريكيين ذوي الأصول الآسيوية و14.37% من الأعراق الأخرى و2.45% من عرقين مختلطين أو أكثر و35.21% من الهسبانيون أو اللاتينيون من أي عرق.
بلغ عدد الأسر 898 أسرة كانت نسبة 47.3% منها لديها أطفال تحت سن الثامنة عشر تعيش معهم، وبلغت نسبة الأزواج القاطنين مع بعضهم البعض 53.5% من أصل المجموع الكلي للأسر، ونسبة 16.8% من الأسر كان لديها معيلات من الإناث دون وجود شريك، بينما كانت نسبة 7.2% من الأسر لديها معيلون من الذكور دون وجود شريكة وكانت نسبة 22.5% من غير العائلات. تألفت نسبة 18.6% من أصل جميع الأسر من عدة أفراد يعيشون في نفس المنزل ونسبة 5.2% كانت تتألف من شخص يعيش بمفرده يبلغ من العمر 65 عاماً أو أكثر. وبلغ متوسط حجم الأسرة المعيشية 3.18، أما متوسط حجم العائلات فبلغ 3.58.
بلغ العمر الوسطي للسكان 31.5 عاماً. وكانت نسبة 28.4% من القاطنين تحت سن الثامنة عشر، وكانت نسبة 11.4% بين الثامنة عشر والرابعة والعشرين عاماً، ونسبة 29% كانت واقعةً في الفئة العمرية ما بين الخامسة والعشرين والرابعة والأربعين عاماً، ونسبة 24.7% كانت ما بين الخامسة والأربعين والرابعة والستين، ونسبة 6.5% كانت ضمن فئة الخامسة والستين عاماً فما فوق. وتوزع التركيب الجنسي للسكان بنسبة 50.4% ذكور و49.6% إناث.

## وصلات خارجية
- الموقع الرسمي